# Shaniko
Shaniko è una città degli Stati Uniti d'America situata nell'Oregon, nella Contea di Wasco.

## Storia
I primi coloni giunsero nell'area di Shaniko dopo la scoperta dell'oro a Canyon City nel 1862. Il nome di uno dei coloni era August Scherneckau, che giunse qui nel 1874 divenendo responsabile dell'ufficio postale; la città, che inizialmente era chiamata Cross Hollows, assunse il nome dalla pronuncia locale del cognome del colono.
L'apogeo della città fu nel primo decennio del XX secolo, quando Shaniko fungeva da capolinea di una linea ferroviaria costruita dalla Columbia Southern Railway, sussidiaria della Union Pacific Railroad, che la collegava a Biggs. La città fu soprannominata "la capitale mondiale della lana", poiché ospitava un'area di 20.000 miglia quadrate (52,000 km²) per il commercio della lana e altre merci, e nei dintorni erano attivi numerosi allevamenti di bestiame. Nel 1901 la città mise in commercio oltre 4 milioni di libbre (2.000 tonnellate) di lana.
Il declino iniziò dal 1911, quando la Oregon–Washington Railroad and Navigation Company, altra sussidiaria della Union Pacific, iniziò ad usare una linea ferroviaria alternativa più rapida tra Portland e Bend. Il servizio passeggeri per Shaniko chiuse nei primi anni '30 e la linea fu smantellata nel 1966.
Oggi Shaniko è quasi una città fantasma, con una popolazione (2012) di 37 abitanti.

## Edifici storici

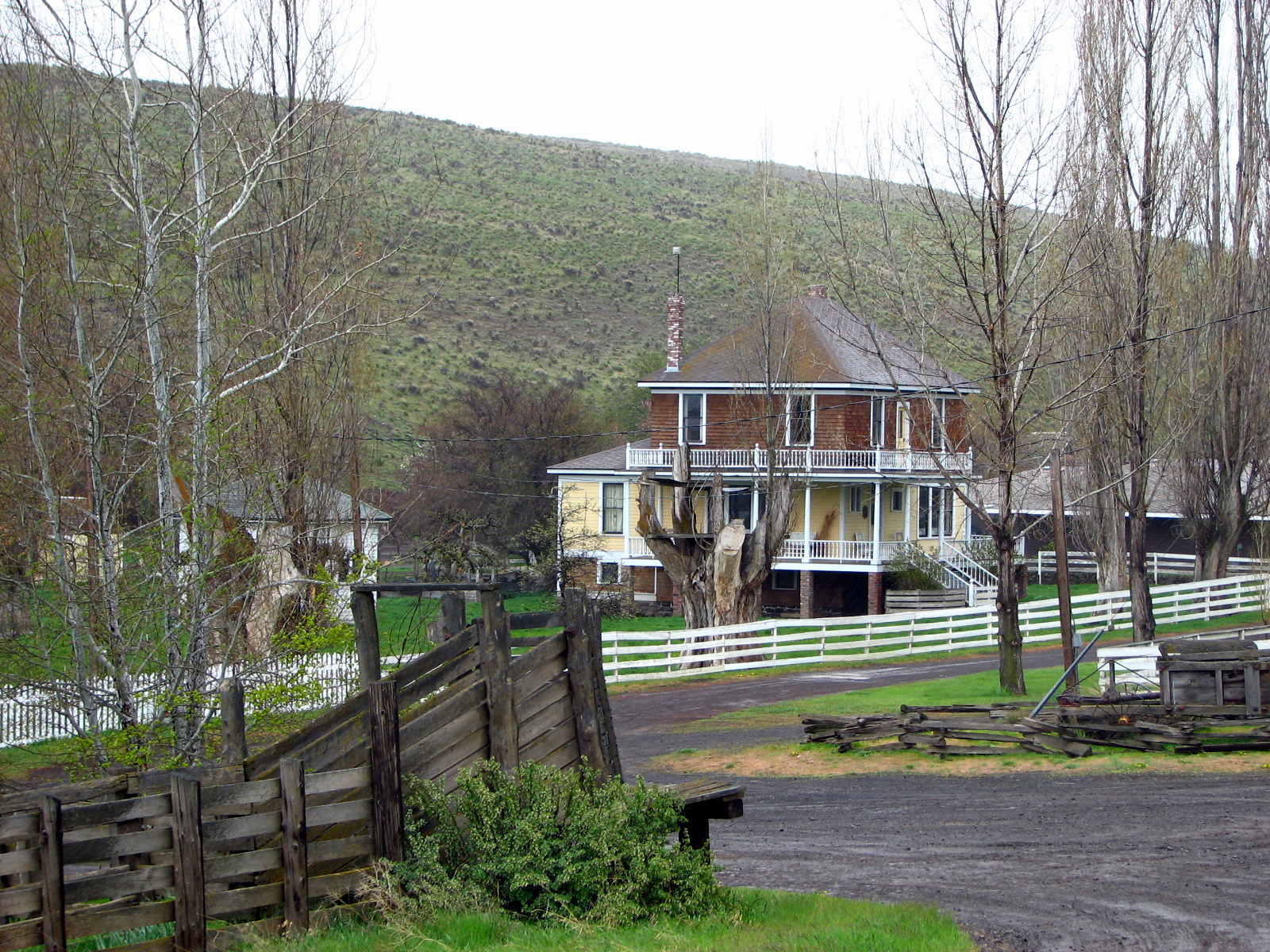
Imperial Stock Ranch Headquarters

La città conserva due edifici iscritti nel National Register of Historic Places:
- Columbia Southern Hotel
- Imperial Stock Ranch Headquarters Complex